# HONEST
HONEST株式会社（オネスト、Honest Co.,Ltd.）は、東京都港区に本社を置く日本の芸能事務所である。

## 概要
オスカープロモーション副社長であった鈴木誠司と、専務取締役であった岩澤和俊が独立し、2020年12月に設立。2021年8月に公式サイトを開設させタレントマネジメント業務を開始した。YouTubeクリエイターをマネジメントするUUUM株式会社のグループ会社である。
設立の経緯からオスカーに所属していたタレント・モデルが多く移籍しているが、オスカー以外の事務所に所属していた人物も数名移籍加入している。

## 所属俳優・モデル・タレント
- 蒼山日菜
- 石崎日梨
- 猪征大
- 上野水香
- ヴェートーベン
- 宇野結也
- 浦上晟周
- 浦郷絵梨佳
- 大河内奈々子
- 大谷凜香
- 小澤亮太
- 北川弘美
- 北村沙織
- 駒田奈美
- 鹿沼憂妃
- 渋谷飛鳥
- 菅野広恵
- 曽田茉莉江
- 多嶋沙弥
- 立花和紗
- 橘遥菜
- 中尾百希
- 七菜香
- ニック
- 花岡なつみ
- 林丹丹
- 堀まゆみ
- 本間日陽（元NGT48）
- 真央
- 牧野紗弥
- 松田陸
- マヘリ羽梨沙
- 三橋秀美
- 美馬沙亜弥
- 村上弘明
- 有希
- 渡部純平

## クリエイター
- ぁぃぁぃ
- 佐藤優里亜
- はるあん
- ひまひま
- ゆきりぬ